# Piriac-sur-Mer
Piriac-sur-Mer település Franciaországban, Loire-Atlantique megyében. Lakosainak száma 2663 fő (2022. január 1.). Piriac-sur-Mer Mesquer és La Turballe községekkel határos.

## Népesség
A település népességének változása:
| Lakosok száma | 1134 | 1263 | 1442 | 2254 | 2178 | 2231 | 2245 | 2220 | 2368 | 2663 |
|               | 1968 | 1982 | 1990 | 2006 | 2013 | 2015 | 2017 | 2019 | 2020 | 2022 |